# Кевін Букусу
Кевін Вангу Пхамбу Букусу (нім. Kevin Vangu Phambu Bukusu, нар. 27 лютого 2001, Аахен, Німеччина) — німецький футболіст ангольського походження, захисник клубу «Любек».

## Ігрова кар'єра

### Клубна
Кевін Букусу народився в Аахені і перші кроки у футболі робив у місцевих клубах. У 2014 році футболіст приєднався до молодіжної команди клубу «Баєр 04».
Та на професійному рівні Букусу дебютував у складі нідерландського клубу «Неймеген», куди він перейшов влітку 2020 року, підписавши з клубом дворічний контракт. В «Неймегені» захисник відіграв один рік, в якому за результатами перехідного плей - оф «Неймеген» підвищився до Ередивізі. Та сам футболіст знову повернувся до Еерстедивізі, де наступний сезон на правах оренди грав у клубі «Гелмонд Спорт».
Перед сезоном 2022/23 Букусу як вільний агент перейшов до австрійського «Вольфсбергера». Та за два сезони провів в команди лише вісім матчів, паралельно граючи за другу команду. І в лютому 2024 року перейшов до литовського «Жальгіріса». До літа не зіграв в команді жодного матчу і в липні 2024 року повернувся до Німеччини, де приєднався до клубу Регіональної ліги «Любек».

### Збірна
У 2018 році в складі юнацької збірної Німеччини (U-17) Кевін Букусу брав участь у юнацькому чемпіонаті Європи в Англії.

## Особисте життя
Старший брат Кевіна Герді Букусу також футболіст «Любека».